# Ariamnes campestratus
Ariamnes campestratus är en spindelart som beskrevs av Simon 1903. Ariamnes campestratus ingår i släktet Ariamnes och familjen klotspindlar. Inga underarter finns listade i Catalogue of Life.